# Задеріївка
Задері́ївка — село в Україні, у Ріпкинській селищній громаді Чернігівського району Чернігівської області. Населення становить 347 осіб. До 2020 орган місцевого самоврядування — Задеріївська сільська рада, якій були підпорядковані села Кам'янка, Пізнопали, Плехтіївка, Суслівка.

## Історія
12 червня 2020 року, відповідно до розпорядження Кабінету Міністрів України № 730-р «Про визначення адміністративних центрів та затвердження територій територіальних громад Чернігівської області», увійшло до складу Ріпкинської селищної громади.
19 липня 2020 року, в результаті адміністративно - територіальної реформи та ліквідації Ріпкинського району, село увійшло до складу Чернігівського району Чернігівської області.

## Населення

### Мова
Розподіл населення за рідною мовою за даними перепису 2001 року:
| Мова       | Кількість | Відсоток |
| ---------- | --------- | -------- |
| українська | 324       | 93.37%   |
| російська  | 19        | 5.48%    |
| білоруська | 4         | 1.15%    |
| Усього     | 347       | 100%     |

## Господарство
Функціонує ТОВ «ІМ. ПОПУДРЕНКА». Вид діяльності: розведення великої рогатої худоби.

## Відомі люди
- Петренко Степан Васильович — Герой Радянського Союзу;[6]
- Шуман Володимир Миколайович — доктор фізико-математичних наук, професор.